# Lalaghatta, Channapatna
Lalaghatta là một làng thuộc tehsil Channapatna, huyện Ramanagara, bang Karnataka, Ấn Độ.